# Нуакшот
Нуакшо́т (араб. نواكشوط, фр. Nouakchott, бербер. Nwakcoṭ) — столиця та найбільше місто Мавританії, а також адміністративний та економічний центр країни.

## Топонім
Назва міста у перекладі з берберської мови означає «місце, де свистить вітер».

## Географія

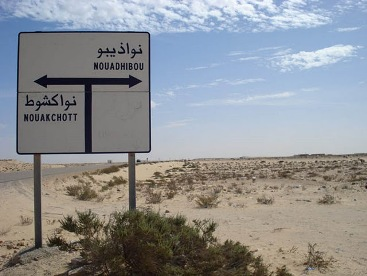

Місто розташоване на плато за 5-6 км від узбережжя Атлантичного океану та за 435 км на північ від міста Дакар у Сенегалі.
У місті знаходиться міжнародний аеропорт. 1986 року західніше міста побудований глибоководний морський порт. Незважаючи на неухильне зростання активності порту, рівень вантажообігу залишається нижчим, ніж у північному порту Нуадібу.
Місто має регулярне планування і прямокутну мережу вулиць. Нуакшот побудований навколо центральної вулиці Авеню Гамаля Абдель Насера, котра обсаджена деревами, і яка простягається на північний схід через середмістя до аеропорту.
У місті знаходяться Палац президента, Національні збори, Палац юстиції, Центральна публічна бібліотека, Національна бібліотека, інші державні та громадські установи.
Через місто проходить автомагістраль Північ-Південь, яка з'єднує більш густонаселений сільськогосподарський південь з малонаселеною, але багатою мінеральними ресурсами північчю.

## Клімат
Нуакшот знаходиться в зоні аридного клімату (BWh за класифікацією кліматів Кеппена). Температура повітря в місті висока протягом усього року, але взимку нічні температури значно нижче, що дещо пом'якшує спеку. У той час як середні високі температури відносно постійні (близько 33 °C), середні низькі температури можуть коливатися від 25 °C протягом літа до 13 °C взимку. Нічні мінімальні температури взимку можуть бути нижче 10 °C.
Середня висока температура серпня 33 °C, середня низька лютого 13 °C, середньорічна кількість опадів 178 міліметрів.
| Клімат Нуакшота                           | Клімат Нуакшота | Клімат Нуакшота | Клімат Нуакшота | Клімат Нуакшота | Клімат Нуакшота | Клімат Нуакшота | Клімат Нуакшота | Клімат Нуакшота | Клімат Нуакшота | Клімат Нуакшота | Клімат Нуакшота | Клімат Нуакшота | Клімат Нуакшота |
| Показник                                  | Січ.            | Лют.            | Бер.            | Квіт.           | Трав.           | Черв.           | Лип.            | Серп.           | Вер.            | Жовт.           | Лист.           | Груд.           |                 |
| Середній максимум, °C                     | 29,1            | 30,6            | 31,6            | 32,6            | 33,4            | 34,6            | 31,3            | 32,4            | 34,9            | 36,4            | 33,1            | 29,1            |                 |
| Середня температура, °C                   | 21,4            | 22,7            | 23,9            | 25              | 26,2            | 28              | 27,1            | 28,3            | 29,7            | 29,2            | 25,7            | 22              |                 |
| Середній мінімум, °C                      | 13,7            | 14,8            | 16,3            | 17,5            | 19,1            | 21,4            | 22,9            | 24,2            | 24,5            | 22,1            | 18,3            | 15              |                 |
| Норма опадів, мм                          | 1               | 2               | 1               | 0               | 0               | 1               | 12              | 36              | 31              | 7               | 1               | 2               |                 |
| Днів з дощем                              | 1               | 1               | 0               | 0               | 0               | 0               | 1               | 2               | 2               | 0               | 0               | 0               |                 |
| ----------------------------------------- | --------------- | --------------- | --------------- | --------------- | --------------- | --------------- | --------------- | --------------- | --------------- | --------------- | --------------- | --------------- | --------------- |
| Джерело: Climate-Data.org, Weather2Travel |                 |                 |                 |                 |                 |                 |                 |                 |                 |                 |                 |                 |                 |

| Клімат                  | Клімат | Клімат | Клімат | Клімат | Клімат | Клімат | Клімат | Клімат | Клімат | Клімат | Клімат | Клімат | Клімат |
| Показник                | Січ.   | Лют.   | Бер.   | Квіт.  | Трав.  | Черв.  | Лип.   | Серп.  | Вер.   | Жовт.  | Лист.  | Груд.  | Рік    |
| Абсолютний максимум, °C | 36     | 39     | 41     | 43     | 46     | 46     | 43     | 42     | 44     | 43     | 42     | 37     | 46     |
| Середній максимум, °C   | 29     | 31     | 32     | 32     | 34     | 33     | 32     | 32     | 34     | 33     | 32     | 28     |        |
| Середній мінімум, °C    | 14     | 15     | 17     | 18     | 21     | 23     | 23     | 24     | 24     | 22     | 18     | 13     |        |
| Абсолютний мінімум, °C  | 7      | 9      | 11     | 12     | 14     | 18     | 21     | 20     | 22     | 17     | 13     | 7      | 7      |
| Норма опадів, мм        | 0      | 3      | 0      | 0      | 0      | 3      | 13     | 104    | 23     | 10     | 3      | 0      | 159    |
| ----------------------- | ------ | ------ | ------ | ------ | ------ | ------ | ------ | ------ | ------ | ------ | ------ | ------ | ------ |
| Джерело: BBC Weather    |        |        |        |        |        |        |        |        |        |        |        |        |        |

### Прісна вода
Попри те, що скелі внизу міста містили просторий резервуар прісної води, відомої, як озеро Трарза, прісна вода закінчується завдяки великому зростанню міста. Інженери попередили, що озеро Трарза висохне до 2054 р., у зв'язку з малою кількістю опадів, у результаті чого вода в озері не поновлюється.
Багатьом людям доведеться купувати воду, яка дорога порівняно з середньою заробітною платою у місті.

## Історія

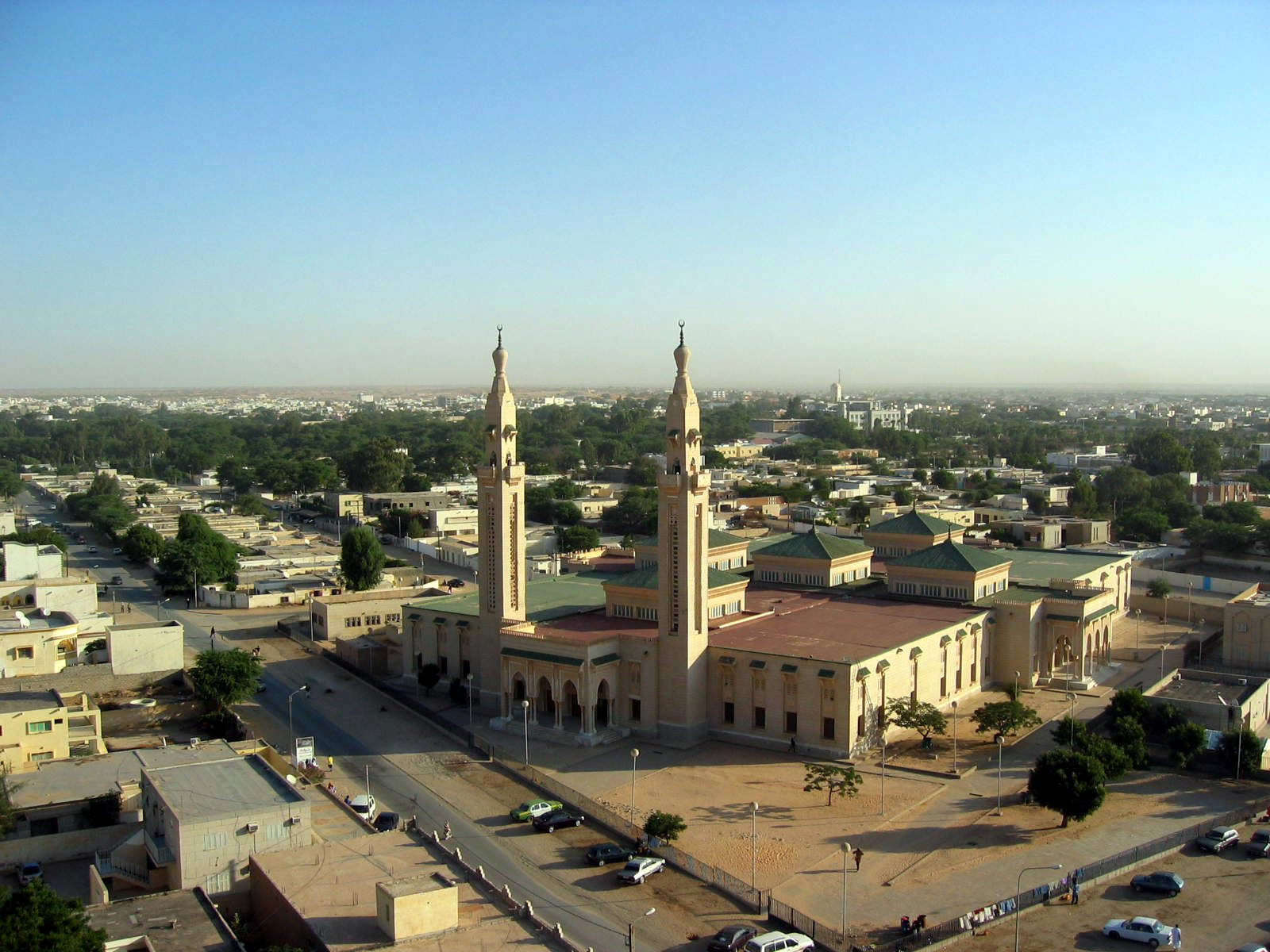
Центральна мечеть Нуакшота

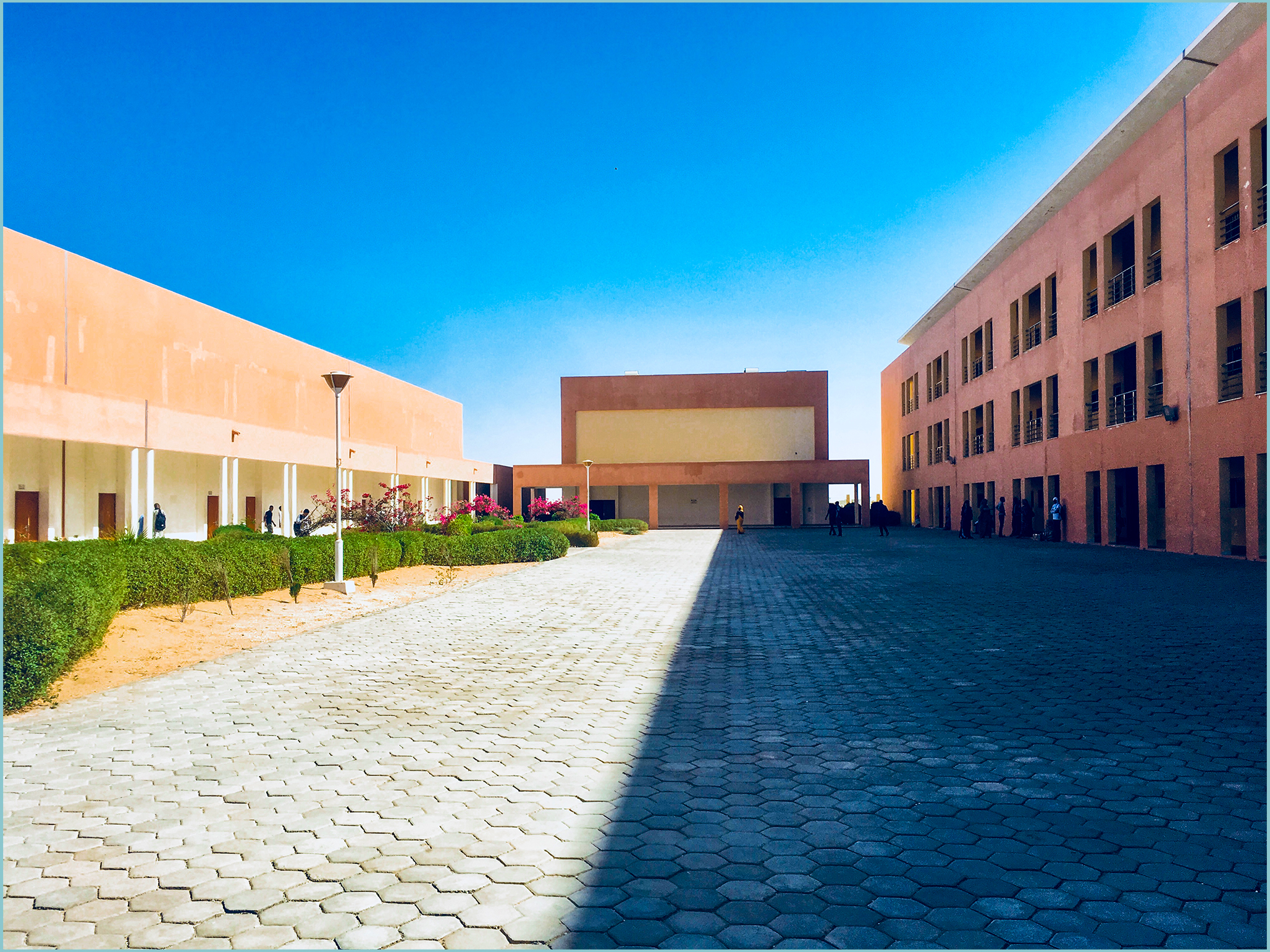
Університет Нуакшот Аль-Аасрія

На момент проголошення незалежності Мавританії перед молодою державою постала проблема столиці. Французька колоніальна адміністрація розташовувалася на території сучасного Сенегалу. Міст на території країни не було.
Тому як столицю вибрали по суті невелике, нічим особливим не примітне, селище Нуакшот на природному кордоні між Сахарою та Сахелем. Будівництво міста почалося у 1957 році. Місто було спроектоване та побудоване як населений як пункт для проживання 15 000 осіб.
Однак, починаючи з 1970-х років, велика кількість мавританців почала переїжджати до Нуакшоту, оскільки екологічні умови у їхніх рідних населених пунктах стали занадто суворими через посуху та зростання опустелювання. Станом на 2019 рік населення міста становило 1 195 600 осіб.

## Демографія
Населення — 1 195 600 осіб (за даними 2019 року), тоді як в кінці 1960-х населення було близько 20 тис. осіб.
| 1961    | 1965     | 1970     | 1977      | 1981      | 1988      | 2000      | 2013      | 2016        | 2017        | 2019        |
| ------- | -------- | -------- | --------- | --------- | --------- | --------- | --------- | ----------- | ----------- | ----------- |
| → 5,807 | ↗ 15,000 | ↗ 25,000 | ↗ 134,704 | ↗ 232,000 | ↗ 393,325 | ↗ 558,195 | ↗ 958,399 | ↗ 1,077,169 | ↗ 1,116,700 | ↗ 1,195,600 |

## Освіта
У місті знаходиться Університет Нуакшот Аль-Аасрія, який є єдиним університетом Мавританії і був відкритий у 1981 році. Приблизно 8000 студентів вчаться там.
З інших закладів освіти є Національна Школа Управління, та Національний Інститут Вивчення Ісламу. Також у місті є багато початкових та середніх шкіл.

## Економіка
Місто є центром економіки Мавританії. У місті розвинена Харчова та деревообробна промисловість.

## Світлини

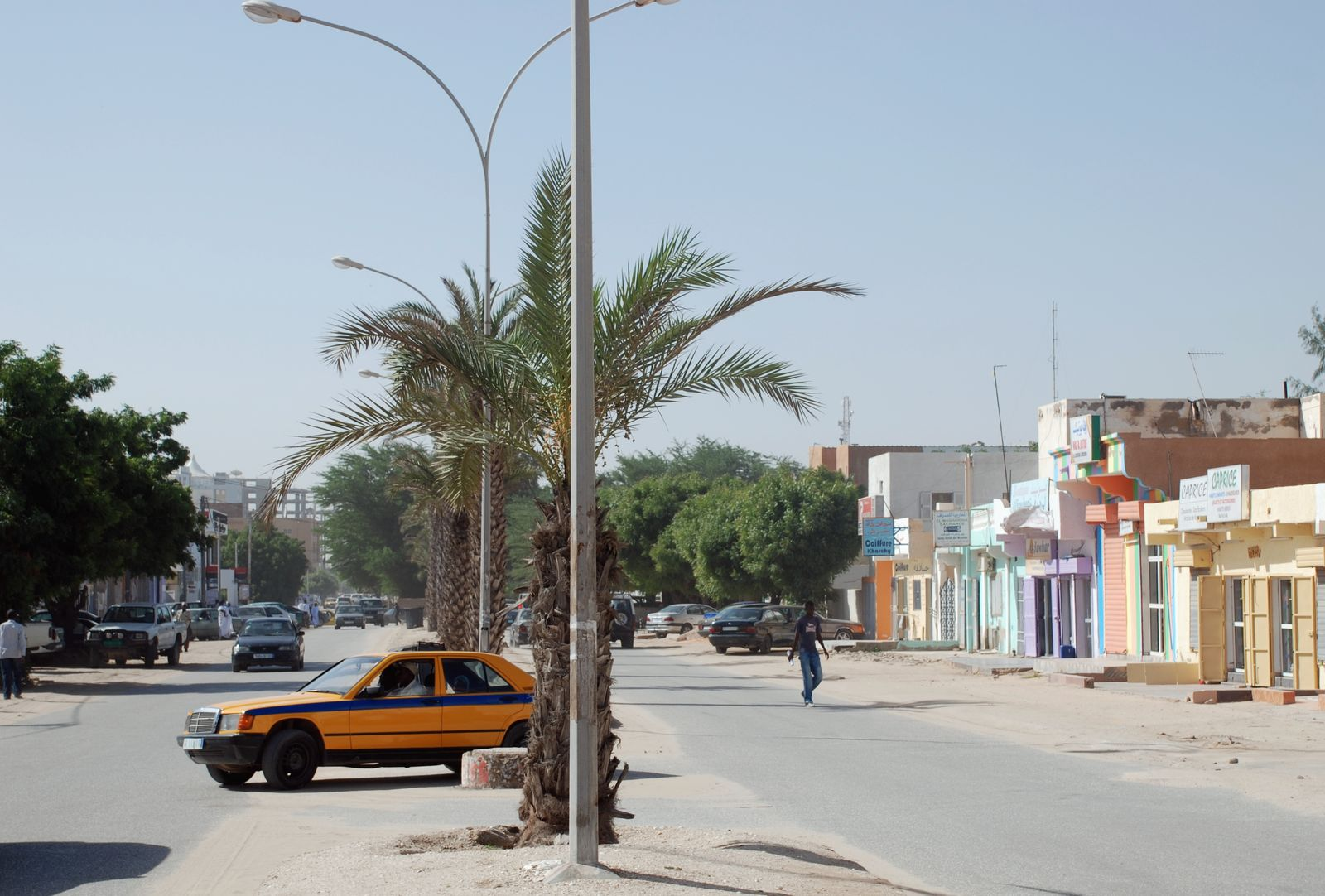
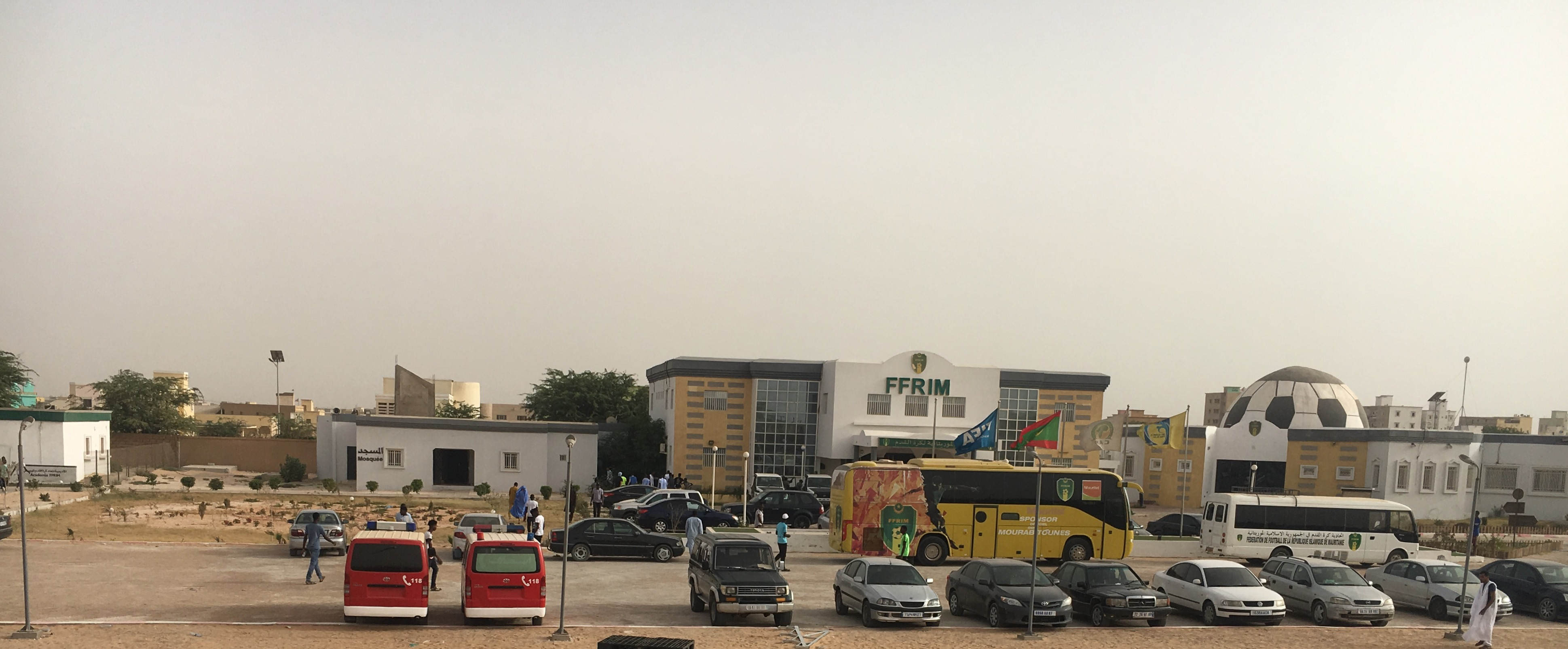
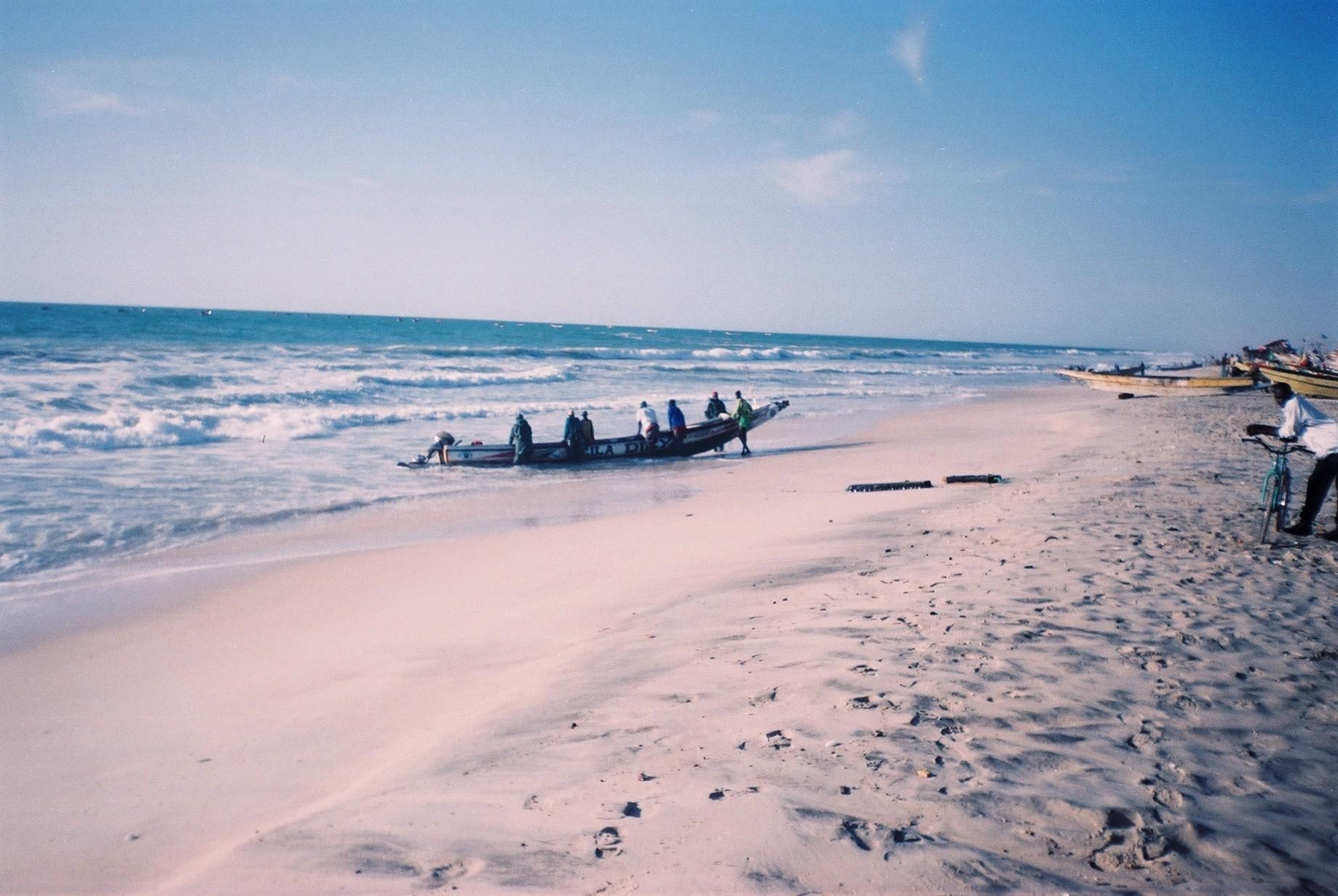
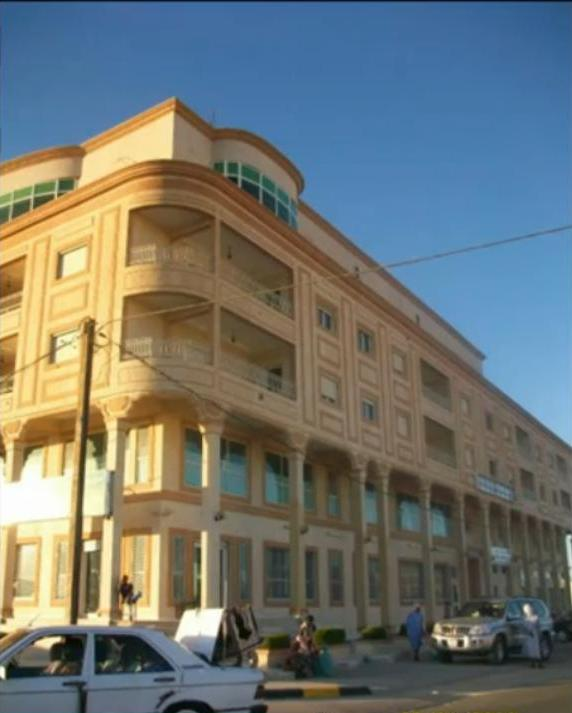
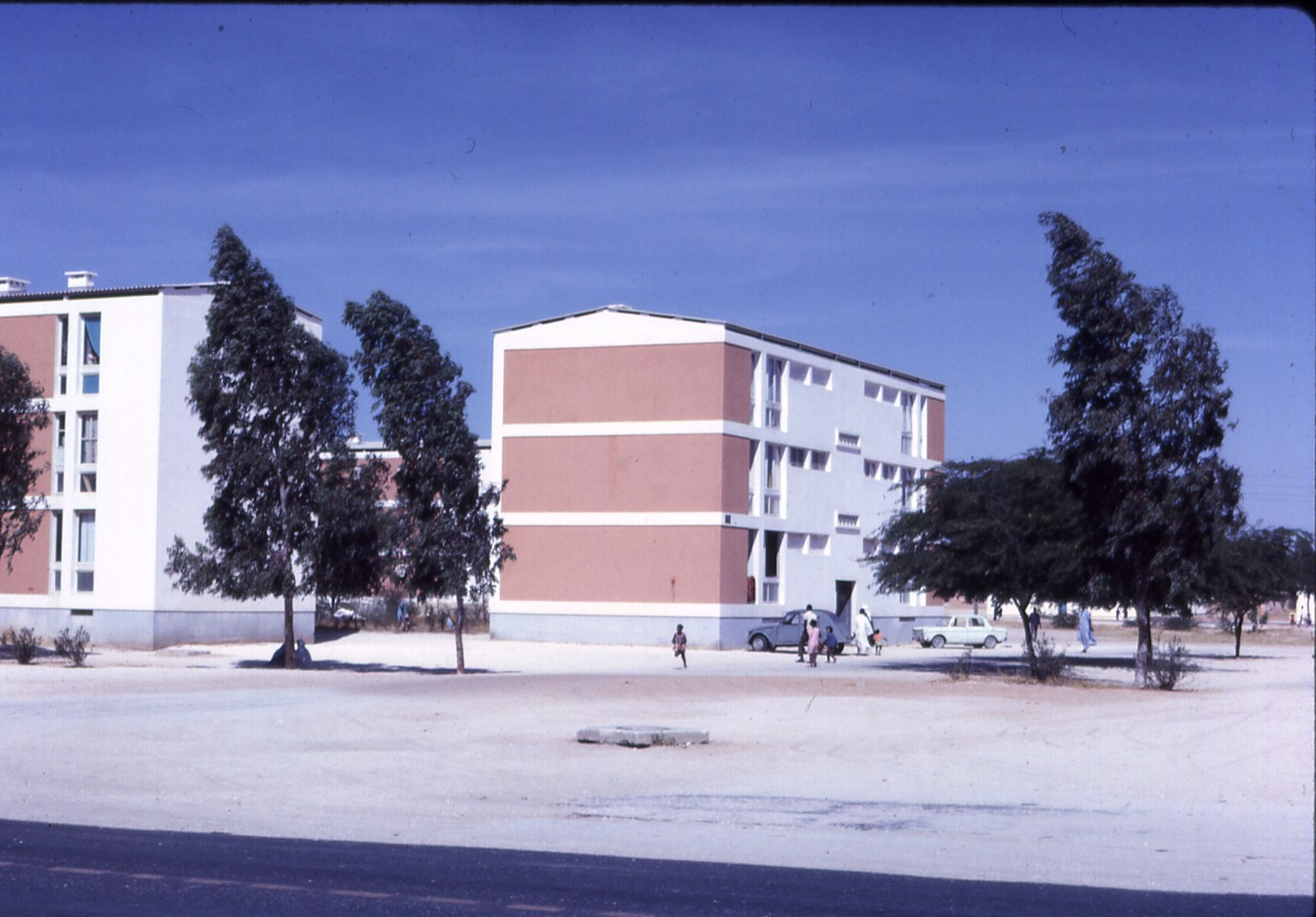

## Міжнародні відносини

### Міста-побратими
- Мадрид, Іспанія[8]
- Тусон, Аризона, США
- Ланьчжоу, Китай.
- Амман, Йорданія. (1999)[9]